# 亚历山大·叶戈罗夫
亚历山大·伊里奇·叶戈罗夫（俄语：Александр Ильич Егоров，1883年10月13日—1939年2月22日），苏联元帅。

## 生平
叶戈罗夫出生于萨马拉附近的一个小村，1901年参军，1904年加入社会革命党，次年成为一名军官。十月革命后，叶戈罗夫作为一名少校参加了苏联红军，并转而加入布尔什维克。
俄罗斯内战时期，叶戈罗夫主要负责对乌克兰白军的战斗。1920年，他作为主要指挥员之一参加了苏波战争，在此期间与约瑟夫·斯大林和谢苗·布琼尼建立了良好的合作关系。
1925年，叶戈罗夫被派往中国任蘇聯驻北京大使館武官，成为冯玉祥主要的军事顾问之一。:43-451927年回国后，叶戈罗夫被任命为白俄罗斯军区司令，进入苏联共产党中央委员会。
1935年，叶戈罗夫成为首批5位苏联元帅之一。在大清洗初期，叶戈罗夫起初看起来比较安全，1937年他还被任命为图哈切夫斯基一案的法官之一。但是在1938年2月，叶戈罗夫还是遭到了逮捕。对于他被处决的时间，官方说法是在1939年2月22日。这其实是判处死刑的时间。死刑可能并未立即执行，因为1956年7月苏联最高法院军事审判庭答复苏联检察院的文件（当时在给叶的女儿准备叶的死亡证明书）中宣称叶氏的死亡时间为：“在服刑期间死于1941年3月10日”
尼基塔·赫鲁晓夫掌权后，叶戈罗夫被平反。